# Confédération muisca

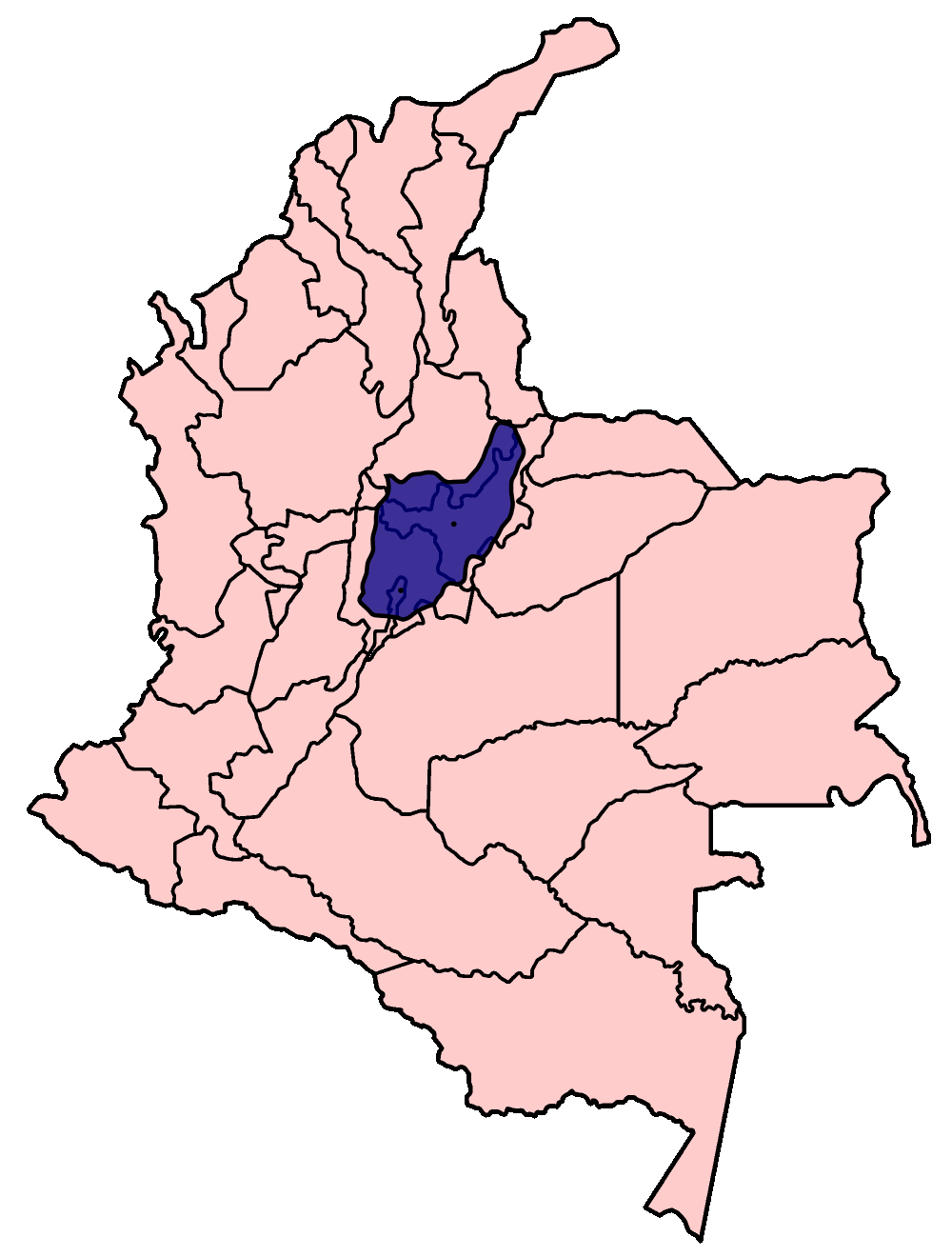
Carte de l'ancien territoire muisca

La confédération muisca a été une unité politique constituée par les caciquats muiscas de Bacatá et de Hunza ainsi que par les territoires sous l'autorité des caciques Iraca et Tundama dans les actuels départements de Boyacá et Cundinamarca, au centre de la Colombie. Avant la colonisation espagnole en 1540, la confédération s'étendait du fleuve Chicamocha au nord jusqu'au Páramo de Sumapaz au sud et du fleuve Magdalena (actuel Tolima) jusqu'aux savanes des Llanos,.

## Histoire

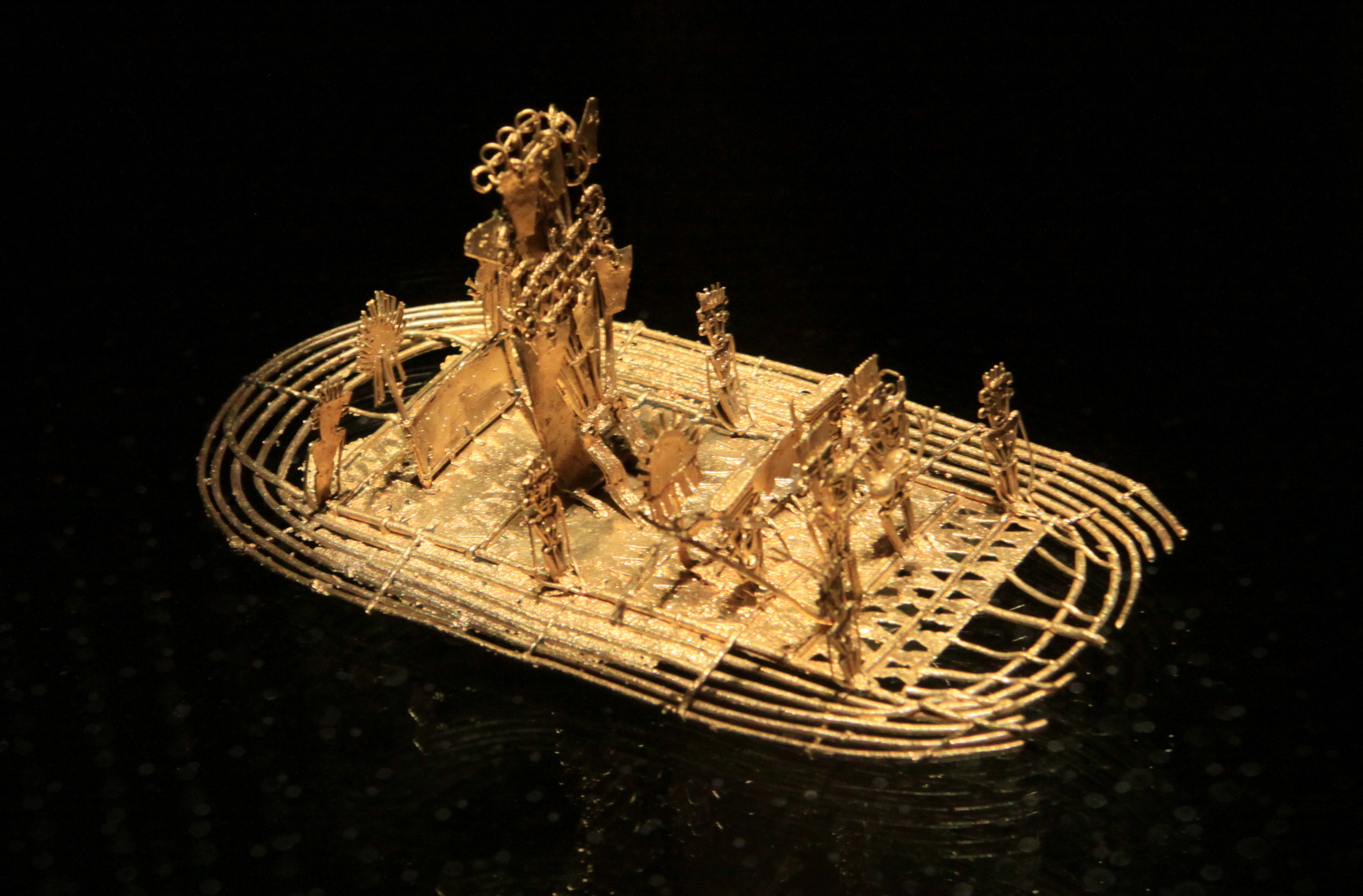
La Balsa Muisca d'Eldorado

Tout au long de la vallée de l'Abra au sud-ouest de Zipaquirá, des gisements datant du pleistocène tardif en Colombie (12.460 ± 160.10 ans) ont été trouvés.

### Organisation
À l'arrivée des Espagnols, le territoire était divisé en quatre sous-confédérations : 
- Hunza, la communauté précédant l'actuelle Tunja et résidence du zaque qui contrôlait les tribus de Hunza, Ramiriquí, Machetá, Moniquirá, Tenza, Sutatenza, Somondoco, Soratá, Tibirita, Lenguazaque et Turmequé.
- Bacatá dont est dérivé le nom de l'actuelle capitale de la Colombie, Bogota. Le zipa dominait les caciquats de Guatavita, Bacatá, Ubaque, Fusunga et Ubaté.
- Tundama, la tribu du cacique Tundama, aujourd'hui Duitama, commandant aussi les tribus de Tobasía, Paipa, Cerinza, Ocavita, Onzaga, Santa Rosa de Viterbo, Soatá, Ibacucu, Sativasur et Tibaná
- Iraca, la tribu du cacique Iraca, aussi appelée Sugamuxi, aujourd'hui Sogamoso, qui comprenait les territoires de Bombaza, Busbanzá, Pesca, Pisba, Tópaga et Toca.

Certains caciquats, tels que Saboyá, Charalá, Chipatae et Tinjacá, étaient autonomes. Existaient également d'autres confédérations, telles que Guanentá et Cocuy, dont dépendaient les peuples Guanes et Tunebos, qui parlaient diverses langues de la même famille Chibcha.

### Démographie
On ne connaît pas le nombre exact d'habitants de la confédération muisca comme cela arrive pour d'autres peuples de l'Amérique.
Selon les estimations de Rosemblat, le nombre d'indigènes était de 250 000 à 300 000 habitants. Cependant, suivant les estimations de chercheurs colombiens, il y avait à peu près 1,2 million de muiscas (3 millions au total dont un million de Tayronas, l'autre grande communauté de la Colombie), ce nombre s'étant réduit à 650 000 lors de la période de la conquête.

## Caciques muiscas
Zipas de Bacatá
- Meicuchuca (1450-1470)
- Saguamanchica (1470-1490)
- Nemequene (1490-1514)
- Tisquesusa (1514-1537)
- Sagipa (1537-1538)

Zaques de Hunza
- Michuá (hasta 1490)
- Quemuenchatocha (1490-1537)
- Aquiminzaque (1537-1541)